# Theo Mechtenberg
Theodor „Theo“ Mechtenberg (* 1928 in Essen) ist ein deutscher römisch-katholischer Theologe, Germanist und Publizist. Er ist einer der Initiatoren und heutiger Ehrenvorsitzende des Gesamteuropäischen Studienwerkes (GESW) in Vlotho, Kreis Herford, eines Bildungsträgers mit Schwerpunkt politische Bildung.

## Leben
Theodor Mechtenberg studierte zunächst in der DDR katholische Theologie und wurde zum Priester geweiht. Er arbeitete als Vikar in Wittenberg und dann in Magdeburg als Studentenpfarrer.
Seit 1963 leitete er den Arbeitskreis Pacem in terris, der vom Erfurter Weihbischof Hugo Aufderbeck ins Leben gerufen wurde, und engagierte sich seit Mitte der 1960er Jahre für die deutsch-polnischen Beziehungen. Er wurde 1971 laisiert, zog 1972 nach Polen und heiratete dort. Er blieb bis 1979, studierte  an der Universität Breslau und promovierte in Germanistik. Er war Mitarbeiter der Wochenzeitung Tygodnik Powszechny. 1979 kam er zurück nach Deutschland und begann als Dozent für das GESW zu arbeiten. Später war er Vorsitzender des Trägervereins des GESW.
Mechtenberg half aus der DDR übergesiedelten Autoren und pflegte weiter seine Kontakte in die DDR. Rund 30 Jahre wurde er vom Ministerium für Staatssicherheit (MfS) überwacht.

## Ehrungen
- 2017 erhielt er den Lothar-Kreyssig-Friedenspreis.[5]

## Schriften (Auswahl)
- Utopie als ästhetische Kategorie. Eine Untersuchung der Lyrik Ingeborg Bachmanns. Akademischer Verlag Heinz, Stuttgart 1978 (Dissertation an der Universität Breslau, 1977), ISBN 978-3-88099-048-7.
- Voll der Gnade. Betrachtungen über Maria. Styria, Graz/Wien/Köln 1980, ISBN 978-3-222-11257-7.
- Der Kreuzweg des Maximilian Kolbe. Butzon und Bercker, Kevelaer 1982, ISBN 978-3-7666-9262-7.
- Die Lage der Kirchen in der DDR. Hanns-Seidel-Stiftung, Akademie für Politik und Zeitgeschehen, München 1985, ISBN 978-3-88795-046-0.
- Engagement gegen Widerstände. Der Beitrag der katholischen Kirche in der DDR zur Versöhnung mit Polen. Benno-Verlag, Leipzig 1999, ISBN  978-3-7462-1295-1 (unter Mitarbeit von Bernd Schäfer)
- Polens katholische Kirche zwischen Tradition und Moderne,  Neisse-Verl., Dresden 2011, ISBN 978-3-940310-96-5.
- Interkulturelle Empathie. Beiträge zur deutsch-polnischen Verständigung.  Peter Lang GmbH, Frankfurt 2014, ISBN 3-631-62722-X (Aufsatzsammlung).

## Übersetzungen aus dem Polnischen
- Mieczysław Maliński
- Jan Dobraczyński
- Jan Twardowski